# Амберг (Нижний Алльгой)
Амберг (нем. Amberg) — община в Германии, в земле Бавария,
в районе Нижний Альгой.
Подчиняется административному округу Швабия. Входит в состав района Нижний Алльгой. Население составляет 1388 человек (на 31 декабря 2010 года). Занимает площадь 10,95 км².